# ساختمان سیگرام
ساختمان سیگرام (به انگلیسی: Seagram Building) آسمان‌خراشی در قلب منهتن شهر نیویورک است. ساختار این بنا توسط لودویگ میس فان در روهه و لابی و فضاهای داخلی آن توسط فیلیپ جانسون طراحی شده است. این ساختمان دارای ارتفاعی برابر ۱۵۷ متر (۵۱۵ پا) و ۳۸ طبقه است و مراحل ساخت آن در سال ۱۹۵۸ به پایان رسید.
برج سیگرام به عنوان یکی از برجسته‌ترین مثال‌های زیبایی‌شناسی کاربردگرایانه و شاهکارهای مدرنیسم معرفی می‌شود. این ساختمان در رده‌بندی ستارهٔ انرژی بدترین رتبه در بین تمام ساختمان‌های نیویورک را با نمرهٔ ۳ از ۱۰۰ کسب کرده است.